# Harry Gulkin
Harry Gulkin (Montréal, Québec, 1927. november 14. – Montréal, Québec, 2018. július 23.) kanadai film- és színházi producer, rendező, művészeti igazgató.
Peter Gulkin és Raya Shinderman, oroszországi zsidó emigránsok gyermekeként született Montréalban. Első filmje az Ahogy én láttam (Lies My Father Told Me) 1976-ban Golden Globe-díjat nyert, A filmet Ján Kadár rendezte.

## Filmjei
- Ahogy én láttam (Lies My Father Told Me) (1975, producer)
- Two Solitudes (1978, producer)
- Jacob Two-Two Meets the Hooded Fang (1978, producer)
- Challenger: An Industrial Romance (1980, dokumentumfilm, associate producer)
- Challenger: An Industrial Romance: Short Version (1980, dokumentumfilm, associate producer)
- Bayo (1985, producer)